# Rafał Górski
Rafał Górski (ur. 22 września 1973 w Krakowie, zm. 4 lipca 2010 tamże) − polski działacz społeczny i demokratyczny, pisarz, publicysta, animator ruchu anarchistycznego, działacz związkowy, aktywista ruchów obrony praw lokatorskich.
Autor wielu książek, broszur i artykułów popularyzujących idee samorządności i spółdzielczości, jedna z najważniejszych postaci współczesnego ruchu anarchistycznego w Polsce.

## Życiorys
W latach 1988–1990 w Federacji Młodzieży Walczącej i Organizacji Młodzieżowej Konfederacji Polski Niepodległej. W drugiej połowie 1989 pełnił obowiązki szefa OM KPN w Krakowie. Działał w KPN do 1991. Mimo młodego wieku uczestniczył w walkach radykalnej młodzieży z ZOMO w maju 1989 w Krakowie (tzw. „krakowski maj 1989”) oraz w kampanii wyborczej Leszka Moczulskiego, który w wyborach kontraktowych ubiegał się o mandat z listy Konfederacji Polski Niepodległej w Krakowie. Brał udział także w manifestacjach KPN w Warszawie przeciwko wyborowi Wojciecha Jaruzelskiego na Prezydenta Polski, a w Krakowie w protestach pod konsulatem sowieckim, w okupacji gmachów ZSMP (wrzesień 1989) i PZPR (grudzień 1989), w walkach ulicznych w Nowej Hucie pod pomnikiem Lenina (grudzień 1989). Wspierał kampanię wyborczą KPN w wyborach do Rady Miasta Krakowa w 1990 oraz uczestniczył w proteście pod konsulatem sowieckim przeciwko agresji na Litwę (w styczniu 1991). Brał również udział w Marszach Szlakiem I Kompanii Kadrowej z Krakowa do Kielc.
Po 1991 związany m.in. z Federacją Anarchistyczną (sekcją krakowską), Komitetem Wolny Kaukaz i Komitetem Pomocy i Obrony Represjonowanych Pracowników. Był współorganizatorem i uczestnikiem wielu protestów społecznych (np. blokada budowy zapory w Czorsztynie), kilkukrotnie z tego powodu był zatrzymywany przez policję, także w związku z innymi akcjami protestacyjnymi.
W lutym 1995 zatrzymany i osadzony w areszcie śledczym w związku z zarzutem udziału w okupacji budynku Delegatury Ministerstwa Przekształceń Własnościowych w Krakowie oraz stawiania czynnego oporu policji podczas akcji „Tama Tamie” w Czorsztynie w lipcu 1992. Akcje w obronie Górskiego prowadzili anarchiści i członkowie KPN (m.in. ówczesny poseł Leszek Moczulski, który złożył za niego poręczenie). Skazany na karę grzywny i wypuszczony na wolność po trzech tygodniach prowadzonej w areszcie głodówki.

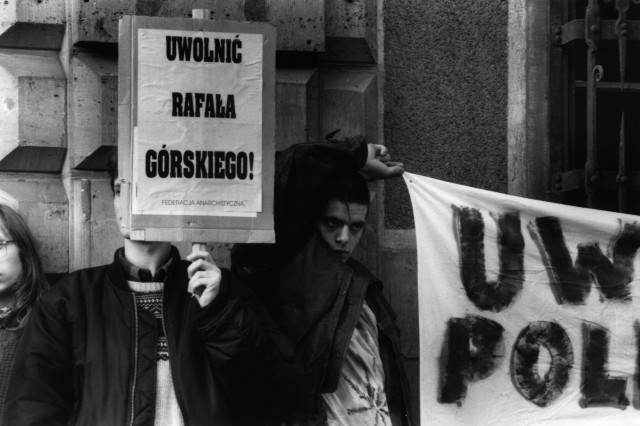
Fotografia z jednej z wielu pikiet na rzecz uwolnienia Górskiego z aresztu

8 lutego 2002 został aresztowany przez krakowskich policjantów pod zarzutem czynnej napaści na funkcjonariusza, do której miało dojść rok wcześniej, podczas akcji eksmisyjnej. Środowisko anarchistyczne uznało zatrzymanie za próbę uciszenia obywateli, gdyż na 9 lutego Górski planował demonstrację. W wielu miastach Polski anarchiści przeprowadzali akcje „Uwolnić Górskiego”, mające na celu zwrócenie uwagi na jego bezpodstawne − ich zdaniem − aresztowanie. W procesie Górski został skazany na karę ośmiu miesięcy pozbawienia wolności w zawieszeniu na dwa lata.
Od początku istnienia powstałego w 2001 anarchosyndykalistycznego związku zawodowego Inicjatywa Pracownicza aktywny w jego strukturach, wielokrotnie wybierany delegatem na konferencje krajowe i zagraniczne. Był też głównym inicjatorem założonej w 2008 Komisji Środowiskowej IP w Krakowie.
Od tego samego roku uczestniczył w działaniach krakowskich środowisk lokatorskich. Był pomysłodawcą i jednym z redaktorów biuletynu „Sprawa Lokatorska”, brał udział w blokadach eksmisji „na bruk”, w demonstracjach i happeningach prowadzonych w obronie praw lokatorskich.
Od 2006 zmagał się z chorobą nowotworową. We wrześniu 2009 stan jego zdrowia uległ pogorszeniu, przeszedł dwie operacje.
Zmarł 4 lipca 2010 w Krakowie w wieku 37 lat.

## Publicystyka

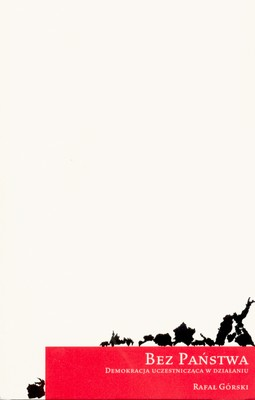
Okładka książki Bez państwa

Górski szeroko publikował na łamach prasy anarchistycznej i robotniczej m.in. w „Innym Świecie”, „Maci Pariadka”, „Przeglądzie Anarchistycznym”, „Recyklingu Idei” czy „Trybunie Robotniczej”. W latach 2000–2004 współredagował pismo anarchistyczne „A-tak”. W swoich tekstach zajmował się głównie teorią i praktyką demokracji uczestniczącej, historią anarchizmu i syndykalizmu na ziemiach polskich oraz popularyzowaniem idei spółdzielczości. W 2007 ukazała się jego najważniejsza publikacja książkowa Bez państwa. Demokracja uczestnicząca w działaniu. Jak pisze wydawca, Bez państwa ma ukazywać „odpowiedź na kryzys demokracji liberalnej”. Podzielona na trzy części książka pokazuje jak postulaty demokracji uczestniczącej stosowane są w samorządach, zakładach pracy oraz sądownictwie. Odwołując się do przykładów zarówno z zagranicy, jak i z Polski, autor przedstawia demokrację uczestniczącą w teorii i w praktyce. Książka obala też, co pisze autor przedmowy, „wiele mitów narosłych wokół demokracji uczestniczącej: że jest to system piękny, ale niemożliwy do zrealizowania”. W 2008 wyszła drukiem ostatnia książka Górskiego, zbeletryzowana historia aktów przemocy dokonywanych w walce z uciskiem społecznym i narodowościowym, Polscy zamachowcy. Rok później, w kwietniu 2009, ukazał się jego artykuł A gdyby transport był bezpłatny?, ukazujący społeczne wartości bezpłatnej komunikacji miejskiej. Tekst odbił się szerokim echem w środowiskach ekologicznych i lewicowych; chętnie wklejany na portalach internetowych i listach dyskusyjnych, był też inspiracją dla akcji na rzecz bezpłatnej komunikacji miejskiej we Wrocławiu „Nie kasuj”.

## Publikacje[11]
- ABC anarchosyndykalizmu. Mielec: Wydaw. „Inny Świat”, 1999. Brak numerów stron w książce[wspólnie z Michałem Przyborowskim]
- Demokracja uczestnicząca w samorządzie lokalnym. Poznań: Wydaw. Poznańskiej Biblioteki Anarchistycznej [etc.], 2003. ISBN 83-919519-0-1. Brak numerów stron w książce
- Przewodnik po demokracji uczestniczącej (partycypacyjnej). Poznań: Kraków : Oficyna Wydawnicza Bractwa „Trojka”, 2005. ISBN 83-922180-0-0. Brak numerów stron w książce
- Bez państwa: demokracja uczestnicząca w działaniu. Kraków: Korporacja Ha!art, 2007. ISBN 978-83-89911-76-6. Brak numerów stron w książce
- Historia i teraźniejszość samorządności pracowniczej w Polsce. [Poznań]: Oficyna Bractwa „Trojka”, [2007]. ISBN 978-83-7396-764-9. Brak numerów stron w książce
- Polscy zamachowcy. Droga do wolności. Kraków: Egis Libron, 2008. ISBN 978-83-7396-764-9. Brak numerów stron w książce

### Redakcja
- Anarchosyndykalizm: strajki, powstania, rewolucje 1892-1990 : wybór tekstów. Kraków: Poznań: Federacja Anarchistyczna. Sekcja, 2006. ISBN 83-923977-2-X. Brak numerów stron w książce
- Paweł Lew Marek: Na krawędzi życia : wspomnienia anarchisty : 1943-44. Kraków: Wydaw. „Dąb”, 2006. ISBN 978-83-922244-2-6. Brak numerów stron w książce[wspólnie z Michałem Przyborowskim]